# Gaurax quadristriata
Gaurax quadristriata är en tvåvingeart som först beskrevs av Becker 1911.  Gaurax quadristriata ingår i släktet Gaurax och familjen fritflugor. Inga underarter finns listade i Catalogue of Life.